# Козаки (фільм, 1928)
«Козаки» — радянський німий чорно-білий художній фільм 1928 року режисера Володимира Барського, за однойменною повістю Л. М. Толстого.

## Сюжет
Юнкер Оленін, представник петербурзької «золотої молоді», у пошуках романтики їде на Кавказ. Його полк розквартирований в козачій станиці. Тут він закохується в дочку хорунжого красуню Марину, але дівчина любить простого козака Лукашку і ні за що не проміняє його на пана.

## У ролях
| Актор              | Роль                   |
| ------------------ | ---------------------- |
| Олександр Інашвілі | Оленін                 |
| І. Панков          | кріпак Оленіна Ванюша  |
| М. Пачуєв          | Єрошка                 |
| Олена Чарська      | Уліта                  |
| Марія Черкасська   | дочка хорунжого Марина |
| Олександр Ширай    | козак Лукашка          |
| Шалва Хусківадзе   | Хан Гірей              |
| З. Мельникова      | Сірадз                 |
| З. Невинська       | Устінка                |
| М. Волховськой     | Белецький              |
| Михайло Мірзоян    | Іван Васильович        |
| Марія Шльонська    | поміщиця               |

## Знімальна група
- Режисер — Володимир Барський
- Сценаристи — Володимир Барський, Віктор Шкловський
- Оператор — Фердинанд Гегеле
- Художники — Валеріан Сідамон-Еріставі, Полікарп Казакевич